# 91街車站 (IRT百老匯-第七大道線)
91街車站（英語：91st Street）曾為紐約地鐵IRT百老匯-第七大道線一個慢車地鐵站。它於1904年作為首條IRT路線的一部份通車，但由於96街車站的月台延長，車站變得多餘，並於1959年關閉。

## 車站結構
| G        | -                | 街道                     |
| P 月台層 | 側式月台，不使用 | 側式月台，不使用         |
| P 月台層 | 北行             | （深夜時）不停靠（96街） |
| P 月台層 | 北行快速         | 不停靠                   |
| P 月台層 | 南行快速         | 不停靠                   |
| P 月台層 | 南行             | （深夜時）不停靠（86街） |
| P 月台層 | 側式月台，不使用 |                          |

車站設有兩個已廢棄的側式月台，現時仍可在列車上看見。91街車站除了一些垃圾和塗鴉以外，大致被完整地保留下來。